# Милич, Богдан
Бо́гдан Ми́лич (черног. Богдан Милић / Bogdan Milić; 24 ноября 1987, Титоград, СФРЮ) — черногорский футболист, выступающий на позиции нападающего, игрок клуба «Искра» (Даниловград).

## Карьера

### Клубная
Футболом начал заниматься в футбольной школе клуба «Младост» из Подгорицы, где он и родился. Первый профессиональный контракт подписал в 17 лет с «Будучностью», также представляющей Подгорицу. В первом сезоне играл нечасто, в основном за дублирующий состав. На следующий год Богдан получил больше игрового времени, а по итогам сезона команда заняла второе место в Первой лиге, что позволило выступать в квалификации Кубка УЕФА. В сезоне 2007/08 также регулярно попадал в основной состав. В 26 играх за команду он забил 9 мячей, а «Будучност» стала чемпионом Черногории.
В начале следующего сезона Милич переехал в нидерландский чемпионат, подписав контракт с гаагским АДО Ден Хаагом. Первый свой матч за новый клуб сыграл 31 августа 2008 года, выйдя на 81-й минуте гостевого матча с роттердамской «Спартой» вместо Лероя Ресодихардьо. Спустя почти год, 22 августа 2009 года, на 18-й минуте матча с «Витессом» Милич открыл счёт своим голам в Нидерландах.
В июне 2010 года отправился на просмотр в самарские «Крылья Советов», с которыми в итоге подписал контракт на три года. В июле у команды сменился главный тренер. Вместо работавшего до этого Юрия Газзаева клуб возглавил Александр Тарханов. В его игровую схему Милич не вписался. В конце августа с ним был расторгнут контракт и он стал свободным агентом. После этого переехал в чешскую «Викторию» из Пльзеня. Однако за неё сыграл всего два матча: один с «Опавой» в Кубке, а второй с «Богемианс 1905» в чемпионате.
Зимой 2011 года вернулся в Россию, подписав контракт на полтора года с нальчикским «Спартаком». 12 марта 2011 года дебютировал в чемпионате России в матче с «Крыльями Советов». Богдан вышел в стартовом составе и на 83-й минуте уступил место на поле Игорю Портнягину. 2 мая 2011 года Богдан забил свой первый гол в российском первенстве в матче с московским «Динамо». Проведя за клуб из столицы Кабардино-Балкарии 15 матчей, в которых он дважды забивал голы и не имея постоянного места в основном составе в декабре 2011 года Богдан покинул команду.
Затем выступал за южнокорейские команды «Кванджу» и «Сувон», а в феврале 2014 года перешёл в клуб «Рудар». Дебютировал за команду 25 февраля в матче с «Грбаль», выйдя на замену, и сразу отметился забитым голом.

### В сборной
Выступал за молодёжную команду, в её составе провёл семь матчей, в которых дважды поразил ворота соперников.

## Достижения
- Чемпион Черногории: 2007/08
- Серебряный призёр чемпионата Черногории: 2006/07